# Método abstrato
Em orientação a objetos, método abstrato é o método de uma classe abstrata que não possui implementação.
Na classe abstrata, é definido o método abstrato com palavra reservada abstract e sua assinatura.
A sua implementação é feita na classe filha, através de sobrescrita de método.

## Exemplo
Exemplo em C#:
```
 

 
public
 
abstract
 
class
 
Pai

 
{

     
public
 
abstract
 
int
 
Soma
(
int
 
x
,
 
int
 
y
);

 
}

 
public
 
class
 
Filha
:
 
Pai

 
{

     
override
 
public
 
int
 
Soma
(
int
 
x
,
 
int
 
y
)

     
{

         
return
 
x
 
+
 
y
;

     
}

 
}

 
public
 
class
 
Testa

 
{

     
public
 
static
 
void
 
Main
(
string
 
args
)

     
{

         
Filha
 
filha
 
=
 
new
 
Filha
();

         
Console
.
WriteLine
(
filha
.
Soma
(
2
,
 
6
));

     
}

 
}

```